# 자넷 리

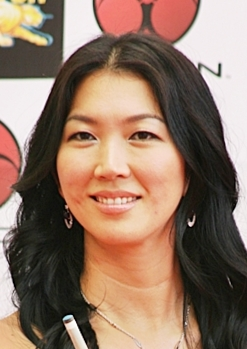
자넷 리

자넷 리(Jeanette Lee, 1971년 7월 9일 ~ )는 프로 당구 선수로 한국계 미국인이며, 한국명은 이진희이다. 검은색 옷을 즐겨 입으며, 당구공의 시선을 볼 때 나오는 날카로운 눈매가 특징이다. ‘흑거미’라는 별명을 갖고 있다.
뉴욕 브루클린에서 태어났다. 1989년에 당구를 시작했고 1993년에 프로에 입문했다. 2004년 애틀랜타 여자 챔피언십 경기에서 우승을 거머쥐었다. 선천성 척추 장애로 수술을 받은 바 있다.